# بيتر براون (سياسي نيوزلندي)
بيتر براون (بالإنجليزية: Peter Brown)‏ هو سياسي نيوزلندي، ولد في 18 أكتوبر 1939 بإنجلترا في المملكة المتحدة. حزبياً، نشط في نيوزيلندا أولا (حزب سياسي). وقد انتخب عضو مجلس النواب نيوزيلندا (1996 – 2008).